# Zemský okres Darmstadt-Dieburg
Zemský okres Darmstadt-Dieburg (německy Landkreis Darmstadt-Dieburg) je zemský okres v německé spolkové zemi Hesensko, ve vládním obvodu Darmstadt. Sídlem správy zemského okresu je město Darmstadt, které ovšem není jeho součástí. Má přibližně 284 tisíc obyvatel. 

## Města a obce
| Města: 1. Babenhausen 2. Dieburg 3. Griesheim 4. Groß-Bieberau 5. Groß-Umstadt 6. Ober-Ramstadt 7. Pfungstadt 8. Reinheim 9. Weiterstadt | Obce: 1. Alsbach-Hähnlein 2. Bickenbach 3. Eppertshausen 4. Erzhausen 5. Fischbachtal 6. Groß-Zimmern 7. Messel 8. Modautal 9. Mühltal 10. Münster (Hessen) 11. Otzberg 12. Roßdorf 13. Seeheim-Jugenheim 14. Schaafheim |